# Кримінальний кодекс Туреччини
Кримінальний кодекс Туреччини (офіційно: Закон № 5237. Кримінальний кодекс; тур. Türk Ceza Kanunu) — збірник кримінальних законів, чинних у Туреччині. Прийнятий 26 вересня 2004 року, чинний від 1 червня 2005. Замінив КК Туреччини 1926 року. Є результатом значної реформи турецького кримінального права, котра, серед іншого, мала забезпечити гармонізацію права Туреччини з правом Європейського союзу у рамках підготовки Туречиини до вступу в ЄС. Під час підготовки проекту нового КК турецький законодавець адаптував значну кількість положень КК ФРН. 

## Загальна характеристика
Кодекс складається із Загальних положень (Книга Перша, ст.ст. 1 — 75 Кодексу) та Особливих положень (Книга Друга, ст.ст. 76 — 343 Кодексу) і містить також три статті Заключних положень (включаючи статті 344 і 345). Книги Загальних та Особливих положень КК Туреччини відповідають за змістом Загальній та Особливій частинам європейських кримінальних кодексів.